# Stazione di Albi-Ville
La stazione di Albi-Ville (in francese Gare d'Albi-Ville) è la principale stazione ferroviaria di Albi, Francia.